# Jewgienij Łobanow
Jewgienij Wadimowicz Łobanow, ros. Евгений Вадимович Лобанов (ur. 25 czerwca 1984 w Archangielsku) – rosyjski hokeista, trener.

## Kariera
- Saławat Jułajew 2 Ufa (2000-2001)
- Łokomotiw 2 Jarosław (2001-2005, 2007)
- HK Rybińsk (2003-2004)
- Łokomotiw Jarosław (2004, 2005)
- Kristałł Saratów (2005-2006)
- Spartak Moskwa (2007-2008)
- Torpedo Niżny Nowogród (2008-2010)
- Dizel Penza (2010-2011)
- Awtomobilist Jekaterynburg (2011-2014)
- Toros Nieftiekamsk (2015-2016)
- HK Homel (2016-2017)
- HK Szachcior Soligorsk (2017)

Wychowanek Spartaka Archangielsk. Od sierpnia 2011 zawodnik Awtomobilista Jekaterynburg. W lipcu 2013 przedłużył kontrakt o rok. W czerwcu 2014 przedłużył kontrakt o rok. Odszedł z klubu w grudniu 2014. Od 2015 zawodnik Torosu. Od lipca 2016 zawodnik białorskiego HK Homel. W lipcu 2017 przeszedł do Szachciora Soligorsk.
W sezonie 2019/2020 był trenerem bramkarzy w kazachskim klubie HK Ałmaty.

## Sukcesy
Klubowe
- Złoty medal WHL /  Puchar Bratina: 2015 z Torosem Nieftiekamsk

Indywidualne
- Wysszaja Chokkiejnaja Liga (2014/2015):
  - Pierwsze miejsce w klasyfikacji średniej goli straconych na mecz w fazie play-off: 1,57 goli[7]
  - Czwarte miejsce w klasyfikacji skuteczności interwencji w fazie play-off: 92,9%[8]